# 仙石久賢
仙石 久賢（せんごく ひさかた、延享3年（1746年） － 文化5年11月23日（1809年1月8日））は、但馬国出石藩の家老。通称、内蔵充。子に仙石久恒（造酒）がいる。石高1,000石。
藩主仙石政辰、久行、久道3代に仕えた。年貢徴収を厳しくし、財政運用で利をあげた。藩主久行は伊藤東所（伊藤仁斎の孫）を招きこれまであった学問所を拡張し「弘道館」と名づけた。久賢はこの整備充実に尽力した。伊藤東所・細井平洲と親交が深かった。文化5年に63歳で没した。